# آبشار تولدی
آبشار تولدی (به انگلیسی: Toldi Falls) آبشاری است که در سائوپائولو برزیل واقع شده و ارتفاع کلی ریزشگاه آن ۷۰ متر است.